# Бохон, Антон Алексеевич
Антон Алексеевич Бохон (16 декабря 1893, Двинский уезд, Витебская губерния — апрель 1946) — советский военный, участник Первой мировой, Гражданской и Великой Отечественной войн, Краснознамёнец (1922), полковник (1942).

## Биография
Антон Бохон родился 16 декабря 1893 года в деревне Пилани (Peilāni) Осуньской волости Двинского уезда Витебской губернии, ныне деревня не существует, её территория входит в Асунскую волость Дагдского края Латвийской Республики. Латыш.
В 1907 году окончил 4 класса Двинского городского училища. Затем переехал в город Санкт-Петербург.
С августа 1907 года по май 1911 года — ученик слесаря-водопроводчика мастерской Ф.Фрис. (город Санкт-Петербург).
С июня 1911 года по сентябрь 1913 года — слесарь водопроводчик в мастерской Корсак. (город Санкт-Петербург).
С сентября 1913 года по август 1914 года — слесарь на заводе Резенкранца. (город Петроград).
С августа 1914 года по июль 1915 года — слесарь-водопроводчик в мастерской Э. Фрис (город Петроград). За участие в забастовке (май — июнь 1915 года) уволен и призван в армию.
В июле 1915 года призван в Русскую императорскую армию. До сентября 1916 года рядовой 2-го Латышского стрелкового полка, ранен и демобилизован.
С октября 1916 года по июль 1917 года — слесарь на заводе «Новый Провианен» (город Петроград).
Член РСДРП(б) с 15 (28) мая 1917 года, принят Выборгским райкомом города Петрограда.
С июля по 25 октября (7 ноября)  1917 года — заключенный в тюрьме «Кресты», посажен за выступление против Временного правительства. Участник Октябрьской революции, командовал красногвардейским отрядом.
С ноября 1917 года — помощник командира 1-го Выбогского отряда Красной Гвардии. До момента формирования Красной Армии направлен в распоряжение 7-й армии в город Новгород и назначен комиссаром 1-го Новгородского и комиссаром 1-го Новгородского коммунистического полка.
Командир красногвардейского отряда на Украине (декабрь 1917 — март 1918), сотрудник Петроградской ЧК (апрель 1918 — февраль 1919).
С июля по декабрь 1918 года — помощник заведующего литературного отдела комиссариата печати (город Петроград).
Служил в Рабоче-крестьянскую Красной Армии. Участвовал в боях Гражданской войны. С января 1919 года по апрель 1921 года — командир и военный комиссар бронепоезда 3-й Петроградский «Мститель», участвовал в боях в составе 3-й, 11-й, 5-й, армий с войсками адмирала Александра Колчака и Добровольческой армией генерала Антона Деникина. В 1919 году в боях на Восточном фронте он неоднократно отличался, его бронепоезд всегда находился на передовой, поддерживая действия стрелковых частей своим огнём. Особенно ценную помощь пехоте бронепоезд Бохона оказал во время захвата железной дороги Курган — Омск. 14 октября 1919 года красные перешли в наступление, форсировав реку Тобол, и к 21 октября сломили сопротивление белых частей Уфимской группы; бронепоезд участвовал в боях за мост через Тобол. 9 ноября 1919 года бронепоезд участвовал в боях в районе станции Исилькуль.
Приказом Революционного Военного Совета Республики № 122 от 11 мая 1922 года командир бронепоезда Антон Бохон был награждён орденом Красного Знамени РСФСР.
С апреля по декабрь 1921 года — начальник бронетанковых сил Народно-революционной армии Дальневосточной Республики.
С января 1922 года по декабрь 1922 года — начальник бронечастей в управлении бронечастей Московского военного округа.
С января по ноябрь 1923 года — освобождённый секретарь ячейки Главного управления по топливу. (город Москва).
В декабре 1923 году был уволен в запас. За период Гражданской войны 4 раза ранен и один раз контужен.
Находился на хозяйственных должностях, работал в Добролёте.
С 1923 года проходил обучение на экономическом отделении МГУ, окончил 2 курса.
С декабря 1923 года по март 1924 года — председатель правления кооператива «Топлекооп» (город Москва).
С марта по декабрь 1924 года — заместитель управляющего делами совета съездов промышленности и транспорта.
С января 1925 года по февраль 1927 года — управляющий районом отдела «Нефтесиндиката» (город Рыбинск).
С февраля 1927 года по январь 1928 года — управляющий районом отдела «Нефтесиндиката» (город Ярославль).
С января 1928 года по май 1929 года — управляющий районом отдела «Нефтесиндиката» (город Нижний Новгород).
С мая 1929 года по сентябрь 1930 года — управляющий районом отдела «Союзнефти» (город Ленинград).
С ноября 1930 года по сентябрь 1931 года — заместитель председателя правления АО «Дероп-Дерунафт» (город Берлин, Германия)
С октября 1931 года по июнь 1933 года — помощник управляющего отделения «Союзнефтесбыт» (город Москва).
С апреля 1933 года по декабрь 1935 года — заместитель управляющего, начальник отдела рабочего снабжения, директор конторы снабжения Союзмехпрома.
С декабря 1935 года по февраль 1937 года — начальник отдела строительства домов Наркомвнешторга.
С февраля 1937 года по январь 1941 года — заместитель начальника Главного управления меховой промышленности наркомата легкой промышленности СССР.
С января по май 1941 года — управляющий трестом снабжения и сбыта наркомата местной промышленности Латвийской ССР.
С мая по август (?) 1941 года — народный комиссар местной промышленности Латвийской ССР.
Участвовал в боях Великой Отечественной войны, в августе 1941 года возглавлял формирование 201-й Латвийской стрелковой дивизией. С 15 августа 1941 года — заместитель окружного интенданта Московского военного округа, был уполномоченным по укомплектованию частей.
Приказом № 03554 от 14 мая 1942 года полковник А. А. Бохон понижен в звании до подполковника и назначен заместителем окружного интенданта Архангельского военного округа.
10 июля 1942 года пункт приказа № 03554 отменён, А. А. Бохон откомандирован в распоряжение Народного комиссариата лёгкой промышленности СССР. С августа 1942 года по апрель 1944 года — начальник главного управления снабжения наркомата легкой промышленности СССР.
С апреля 1944 года являлся Постоянным представителем Совета народных комиссаров Латвийской ССР при Совете народных комиссаров СССР.
Полковник запаса Антон Алексеевич Бохон умер в 1946 году. Партийные документы погашены Московским горкомом ВКП(б) 29 апреля 1946 года в связи со смертью.

## Награды
- Орден Красного Знамени РСФСР, 11 мая 1922 года; 11 ноября 1932 года обменян на знак ордена Красного Знамени СССР № 111[9][К 1]
- Орден Красного Знамени СССР, 23 февраля 1933 года, № 83 с цифрой «2»[9]
- Орден Трудового Красного Знамени (22.1.1944)[10]
- Орден Отечественной войны I степени, 22 июля 1945 года[11]
- медали[2]:
  - Юбилейная медаль «XX лет Рабоче-Крестьянской Красной Армии»
  - Медаль «За оборону Москвы»
- Золотые часы (от командующего 5 армией) — за успешные бои под г. Курганом[2].

## Адреса
- Москва, Софийская наб., дом 26[8].

## Комментарии
1. ↑  Знак ордена Красного Знамени СССР № 111, принадлежавший А. А. Бохону, хранится в Центральном музее современной истории России[9].